# 悬崖小屋 (旧金山)
37°46′42″N 122°30′50″W / 37.778394°N 122.513935°W

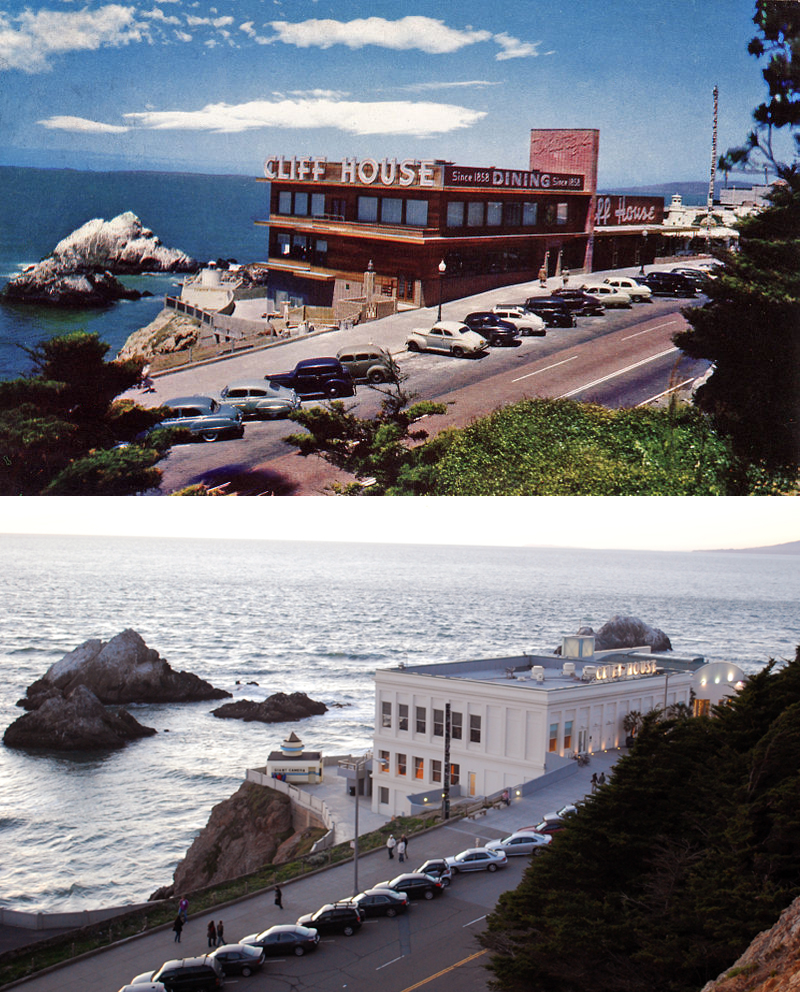
上面:1941年的悬崖小屋下面:2009年的悬崖小屋

悬崖小屋(英语:Cliff House)是一所位于美国旧金山以西大洋海滩悬崖边上的一座房屋，现为一座餐馆。悬崖小屋自1858年开始到现在，经历了5次改建。1858年，一个来自缅因州的富有前摩门教长老塞缪尔·布兰南用1500美元买了一艘船，在玄武岩悬崖下面打捞沉没的木材，并用那批木材建造了第一代的悬崖小屋。后来，它被装修为餐馆。目前它属于金门国家风景区的一部分，由美国国家公园管理局管理。